# Jenkowice (powiat oleśnicki)
Jenkowice (niem. Jenkwitz) – wieś w Polsce położona w województwie dolnośląskim, w powiecie oleśnickim, w gminie Oleśnica.

## Podział administracyjny
W latach 1945–1954 siedziba gminy Jenkowice. W latach 1975–1998 miejscowość należała administracyjnie do województwa wrocławskiego.

## Historia
- rok 1288 – wieś książęca, lokowana na prawie niemieckim przez Henryka IV Probusa
- rok 1785 – wieś została podzielona pomiędzy 3 właścicieli
- rok 1840 – spłonął drewniany budynek szkoły gminnej, odbudowany w materiale trwałym w 1841 r., od frontu założono ogródek ozdobny

## Ochrona zabytków
Wyznaczono strefę "B" ochrony konserwatorskiej dla folwarku – obecnie majątek z zagospodarowaniem parkowym.